# NGC 7835
NGC 7835 is een spiraalvormig sterrenstelsel in het sterrenbeeld Vissen. Het hemelobject werd op 29 november 1864 ontdekt door de Duitse astronoom Albert Marth.
NGC 7835 vormt samen met de eveneens door Albert Marth ontdekte sterrenstelsels NGC 3, NGC 4, NGC 7834, NGC 7837, NGC 7838, en NGC 7840 vanaf de Aarde gezien een groep, een graad ten oosten van de ster 32 Piscium.

## Synoniemen
- MCG 1-1-31
- PGC 505